# Bjärred
Bjärred (Uttal: [ˈbjæ̌rːed], äldre uttal: [ˈbjěːred]) är en tätort vid Lommabukten i Lomma kommun i Skåne, drygt tio kilometer väster om Lund och drygt fem kilometer norr om Lomma. I Bjärred bor cirka 40 % av Lomma kommuns befolkning.
Strax öster om Bjärred går motorvägen E6/E20.

## Historik
Namnet Bjärred kommer från en bestämd form av ordet "berg" (jfr. forndanska biærgh och vidare skånska bjär) i betydelsen "höjd" eller "kulle", något som kan anknyta till den höjd på vilken samhället ligger från Öresund sett.
Orten växte upp som badort till Lund under de sista åren av 1800-talet. År 1899 påbörjades bygget av den elva kilometer långa järnvägen mellan Lund och Bjärred. Den öppnades för trafik den 27 juli 1901 och trafikerades av ånglok. Från början var det tänkt att det skulle bli en elektrifierad järnväg, men då det var något dyrt, beslöts att använda beprövad teknik med ånglok. Järnvägen elektrifierades dock 1916. Linjen blev aldrig någon vinstgivande affär, och den lades ner den 15 juni 1939, varefter spåret revs upp 1940. Stationshuset i Bjärred finns kvar och används som restaurang. 
I Bjärred finns en kyrkomiljö centrerad kring apotekare Montelins tidigare sommarnöje.
Vid Bjärreds tidigare centrum, där Lundavägen möter Västkustvägen (gamla riksvägen mellan Malmö och Göteborg), ligger Medborgarhuset i Bjärred.

### Befolkningsutveckling
| Befolkningsutvecklingen i Bjärred 1960–2020 | Befolkningsutvecklingen i Bjärred 1960–2020 | Befolkningsutvecklingen i Bjärred 1960–2020 | Befolkningsutvecklingen i Bjärred 1960–2020 | Befolkningsutvecklingen i Bjärred 1960–2020 |
| ------------------------------------------- | ------------------------------------------- | ------------------------------------------- | ------------------------------------------- | ------------------------------------------- |
|                                             |                                             |                                             |                                             |                                             |
| År                                          |                                             |                                             | Folkmängd                                   | Areal (ha)                                  |
| 1960                                        | 1960                                        |                                             | 864                                         |                                             |
| 1965                                        | 1965                                        |                                             | 1 754                                       |                                             |
| 1970                                        | 1970                                        |                                             | 3 477                                       |                                             |
| 1975                                        | 1975                                        |                                             | 6 635                                       |                                             |
| 1980                                        | 1980                                        |                                             | 8 446                                       |                                             |
| 1990                                        | 1990                                        |                                             | 8 344                                       | 429                                         |
| 1995                                        | 1995                                        |                                             | 8 130                                       | 432                                         |
| 2000                                        | 2000                                        |                                             | 8 374                                       | 433                                         |
| 2005                                        | 2005                                        |                                             | 8 663                                       | 439                                         |
| 2010                                        | 2010                                        |                                             | 9 542                                       | 479                                         |
| 2015                                        | 2015                                        |                                             | 9 844                                       | 507                                         |
| 2020                                        | 2020                                        |                                             | 9 916                                       | 510                                         |
|                                             |                                             |                                             |                                             |                                             |

## Samhället
Tätorten kan delas in i fyra områden: Löddesnäs (i nordväst), Borgeby (i norr), Bjärehov i ortens centrala del, samt i söder Gamla Bjärred och Haboljung. Det finns en större park inne i samhället som heter Bjärehovsparken och som har fått ge namn åt ett bostadsområde i centrala Bjärred samt skola och idrottshall. I den centrala delen av Bjärred fanns förr Bydalls fruktodlingar som grundades av Eric Jungquist i början av 1920-talet. Detta område utgör sedan 1996 ett bostadsområde.
Längs stranden i Löddesnäs i norra Bjärred finns ett naturreservat vars främsta kännetecken är den ca 10–15 m höga vall, Littorinavallen, som går parallellt med stranden. Ovanför vallen finns ett ängsområde som kallas Gyllins ängar. Namnet Gyllin kommer från den person som ägde en stor bit av Bjärred i början av 1900-talet. Lödde å (som ovan Kävlinge kallas Kävlingeån) rinner ut i Öresund norr om Bjärred och där finns också ett fågeltorn. 

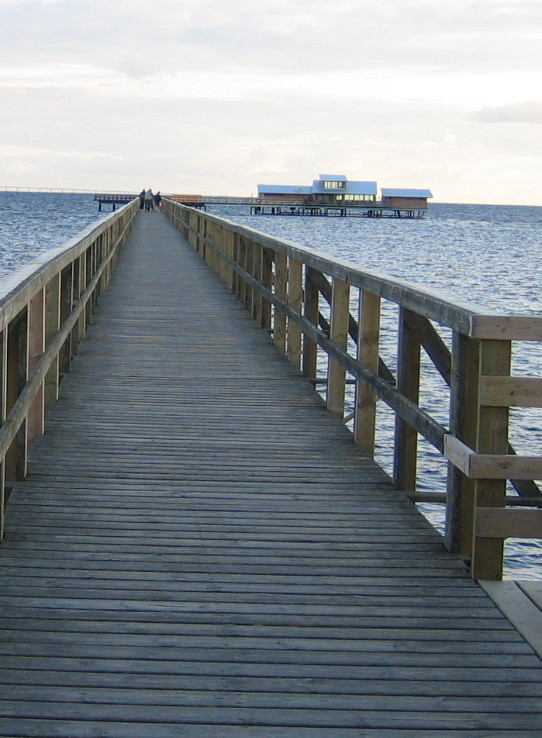
Långa bryggan

Tätorten har en långgrund strand mot Öresund och en 574 meter lång badbrygga, en av Sveriges längsta badbryggor och Skånes längsta. Under 2004 uppfördes ett kallbadhus längst ute på bryggan. Där finns i dag också en restaurang. I närheten finns Saltsjöbadens kiosk (av lokalbefolkningen kallad "Sommarkiosken")
Bjärred har i dag en prägel av välbärgad förort.
År 1961 fick Gamla sparbanken i Lund rätt att öppna ett kontor i Bjärred, varpå kontoret öppnades bredvid Bjärreds Livs den 10 december 1964. I januari 1965 flyttade även Postverket in i sparbankens lokaler. Kontoret behölls sedan av denna banks efterträdare fram tills rörelsen överläts till Swedbank som stängde kontoret i Bjärred den 1 september 2016, varefter Bjärred inte längre hade något bankkontor.

### Handel

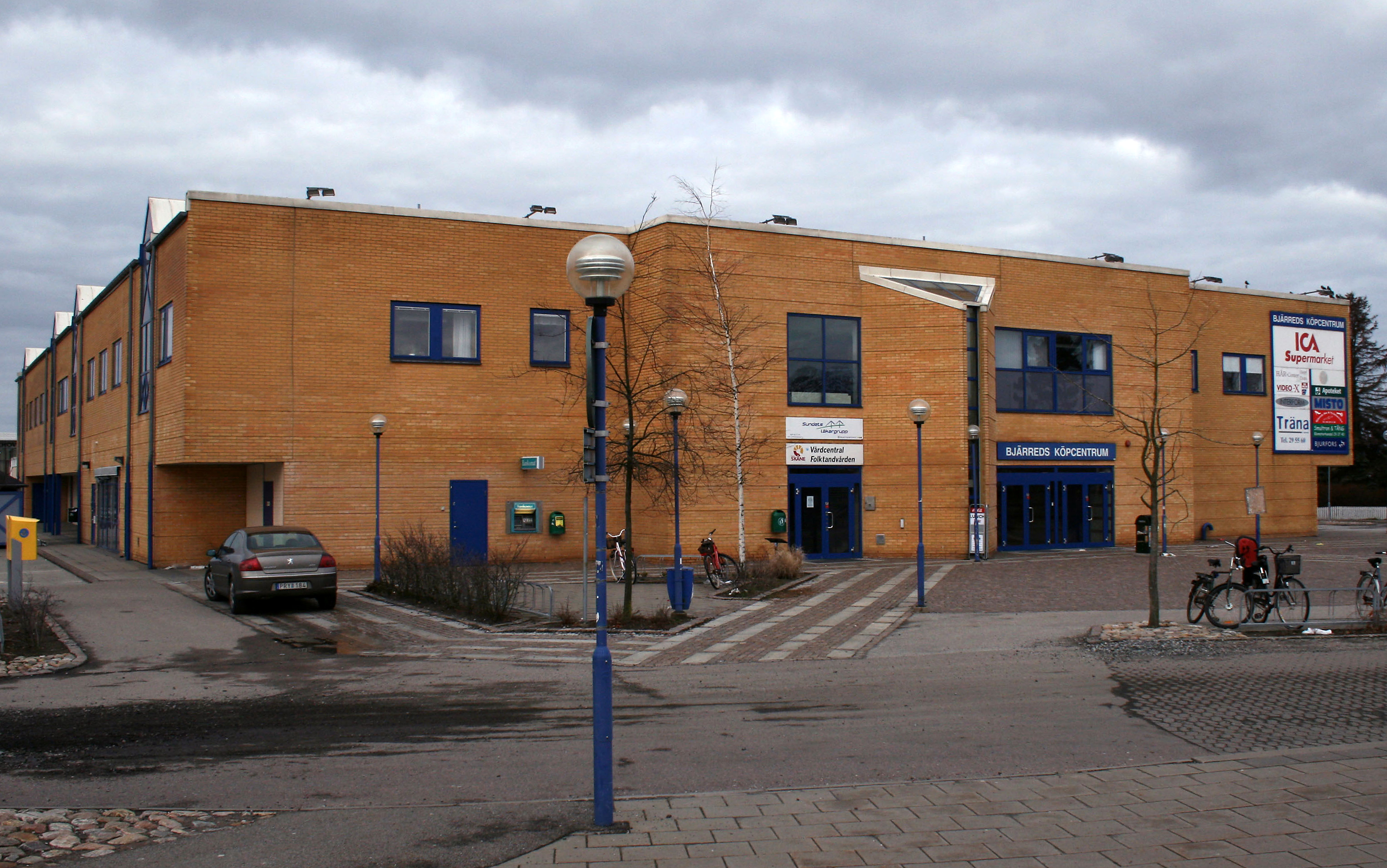
Bjärreds köpcentrum 2010.

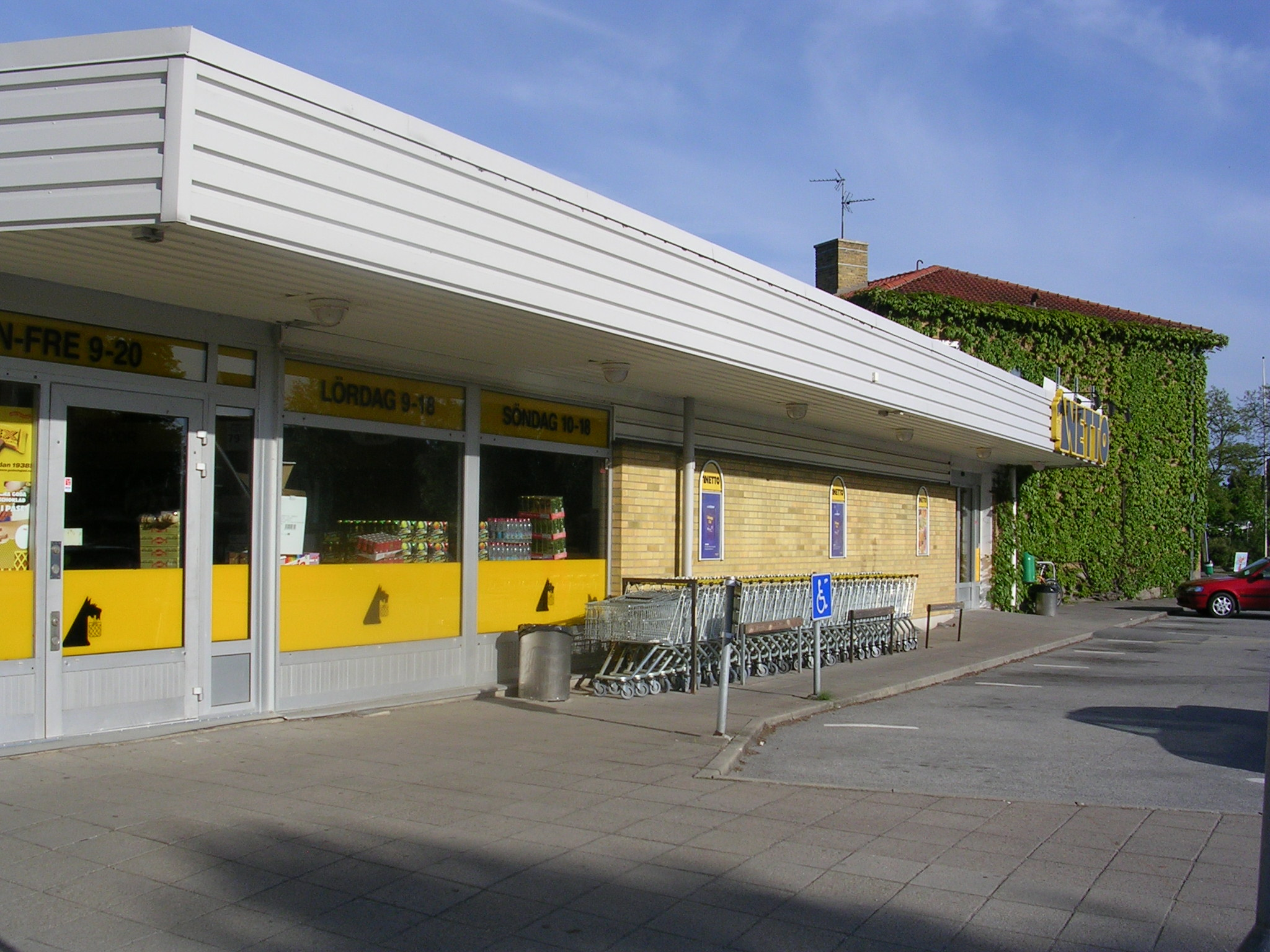
Netto på Västkustvägen 2005.

I centrala Bjärred finns centrumfastigheten Bjärred Centrum. Den invigdes den 7 oktober 1971 och har byggts om flera gånger genom åren, bland annat vid en utbyggnad 1977 som dubblade butiksytan. Efter att den tidigare ägaren Kefren gått i konkurs köptes byggnaden 2011 av Paulssons Fastigheter. Den nya ägaren påbörjade snart en allmän upprustning av köpcentrumet och en nyvigning ägde rum den 13 juni 2014.
Bland gamla speceributiker i Bjärred kan nämnas Eric Bengtssons som öppnade 1940 i ett nybyggt hus på Västkustvägen 2 (som senare kom att inhysa en kemtvätt). I mars 1963 övertogs denna av Åke Nilsson som byggde ut affären och nyöppnade den som Bjärreds Livs i juni 1964.
Den 7 oktober 1971 öppnade Konsumentföreningen Solidar en ny "närhetsbutik" i Bjärred Centrum. Ica Vikingen kom till 1977 i samband med utvidgningen av centrumhuset och drevs likt  Bjärreds Livs av Åke Nilsson. Den 29 juni 1990 lades Konsumbutiken, som då hette K-marknaden, ner och kooperationen lämnade Bjärred. K-marknadens lokal övertogs Ica Vikingen.
Den 27 juni 2002 öppnade Netto i Bjärred som en av kedjans första svenska butiker. Butiken låg i Bjärreds Livs gamla lokal på Västkustvägen. Coop etablerades åter i Bjärred när man tog över svenska Netto och butiken i Bjärred ställdes om till Coop den 13 mars 2020.

## Sport
Från Bjärreds IF kommer fotbollsspelarna Patrik "Bjärred" Andersson och dennes bror Daniel Andersson, söner till fotbollsspelaren Roy Andersson. Även fotbollsspelaren Robin Wikman har vuxit upp i Bjärred.
Golfspelaren Henrik Stenson, född 1976 i Göteborg, flyttade till Bjärred när han var 12 år gammal, och representerar Barsebäcks G&CC.
Från Bjärred kommer även tennisspelarna Henrik Sundström och Caroline Magnusson som började sina tenniskarriärer i Lomma Bjärreds Tennisklubb, en av Sveriges största tennisklubbar.
1975 startade handbollsföreningen HK Ankaret. Klubben är en av Sveriges mest framgångsrika klubbar inom ungdomshandboll. A-laget har länge spelat i Division 3, men gick säsongen 2011-2012 upp i Division 2. Detta med hjälp av ett ungt nytt lag. Sedan säsongen 2016-2017 spelar laget i Division 1.
1983 startades Borgeby Fotbollsklubb. Borgeby FK är en fotbollsförening för tjejer från 6-års ålder som bedriver sin verksamhet på Borgeby idrottsplats. Förutom en stor och viktig ungdomsverksamhet så spelade föreningens damlag i Elitettan säsongen 2021. 
1941 bildades Bjerreds Gymnastikförening (BGF)  av en glatt gäng gymnastiserande damer. Sedan dess har föreningen vuxit i både utbud och antal medlemmar. 2011 hade föreningen drygt 800 medlemmar och i utbudet återfinns motionsgymnastik, barngymnastik, truppgymnastik och parkour. Under mitten av 1990-talet rönte föreningen stora framgångar i truppgymnastikens svenska mästerskap.
1956 bildades Lomma-Bjärreds-Tennisklubb (LBTK). År 2012 hade de 1005 medlemmar totalt. LBTK hallen är blå och ligger bredvid den nybyggda idrottshallen. Där HK Ankaret spelar alla sina hemmamatcher.

## Musiker och skådespelare
Popsångaren Andreas Johnson, känd bland annat för låten "Glorious" från 1999, föddes 1970 i Bjärred. Där bodde han också sina första fem år, innan han flyttade till Stockholm.
Skådespelerskan och komikern Sanna Persson, känd från tv-serien Hipp Hipp! är uppvuxen i Bjärred, liksom Mattias Lindblom, sångare i popgruppen Vacuum (ursprunglig medlem tillsammans med Alexander Bard och Marina Schiptjenko, sedermera i BWO), och Manda Nilsénius, deltagare i X-factor 2012 och deltagare i Melodifestivalen 2014.
Två av medlemmarna i Calaisa är från Bjärred.

## Bjärred i media
I filmerna Vårt Bjärred-Förr och Nu och Minnen från Borgeby med Löddesnäs berättas om Bjärreds 1900-talshistoria. Lokal-TV-kanalen SundTV startade sina sändningar i Bjärred (Insat Net) den 23 november 2009.
Första avsnittet av serien Fyra nyanser av brunt spelades delvis in i Bjärred, då huset där Robert Gustafssons rollfigur bor är beläget på orten. Serien Varan-TV är också till stora delar inspelad på orten.
Melker Sundéns animerade film Melker, med bland andra Nour El Refai, Björn Kjellman och Thomas von Brömssen (Helmer på NRK), utspelas helt i Bjärred, år 1982.
Strax norr om Bjärred ligger Börjes torn, som är en del av Borgeby slott. I kryptan spelades delar av den engelskspråkige humor-skräckfilmen Scorched Heat in 1987. Filmen är känd för att ha TV-programledaren Harald Treutiger i huvudrollen.  
Kortfilmerna ”Plan 10 from outer Space” (27 min, 2008) och ”Pige Face” (35 min, 2012) spelades delvis in i Bjärred (bland annat vid Bjärred kyrka, fågeltornet, stranden, Borgeby slott och vid Löddesnässkolan). Filmerna, gjorda av bröderna Alexander och Lukas Dernelius, har vunnit festivalpriser.